# První námořní letecké dílny v Jokosuce
První námořní letecké dílny v Jokosuce (japonsky: 第一海軍航空技術廠, Daiiči Kaigun Kókú Gidžucušó) byly zodpovědné za vývoj několika typů letounů používaných japonským císařským námořním letectvem během druhé světové války. Vlastní výrobu letounů „Jokosuka“ zajišťovaly ostatní japonští letečtí výrobci jako např. Aiči Kókúki.
V západní literatuře se letouny vyvinuté Námořními leteckými dílnami v Jokosuce obvykle jednoduše označují jako Jokosuka. V Japonsku se používá označení Kúgišó (空技廠, zkratka z Kókú Gidžucušó).

## Testovací letka

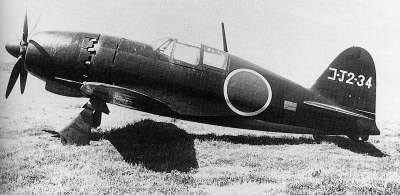
Prototyp stíhacího Micubiši J2M3 コ-J2-34 od Kaigun Kókú Gidžucušó. コ identifikuje Kaigun Kókú Gidžucušó a J2 říká, že se jedná o druhý typ pozemního stíhacího letounu (J)

Letecké dílny v Jokosuce též sloužily k přijímacím testům nových typů letadel jiných výrobců pro císařské námořní letectvo (po prvotních testech přímo u výrobce). Další testy, včetně vývoje taktiky nasazení, se prováděly u Jokosuka kaigun kókútai. Od jara 1943 využívaly letecké dílny k testování námořní leteckou základnu Oppama (追浜).
Letouny testované leteckými dílnami nesly prefix kódového označení コ (katakanou psané „ko“), za kterým následovaly dva znaky (určení letounu a pořadí typu nebo výrobce) z krátkého značení, které bylo typu přiděleno.